# Géographie du Piémont
 (signalé en août 2025).
Si vous disposez d'ouvrages ou d'articles de référence ou si vous connaissez des sites web de qualité traitant du thème abordé ici, merci de compléter l'article en donnant les références utiles à sa vérifiabilité et en les liant à la section « Notes et références ».
- Archive Wikiwix
- Bing
- Cairn
- DuckDuckGo
- E. Universalis
- Gallica
- Google
- G. Books
- G. News
- G. Scholar
- Persée
- Qwant
- (zh) Baidu
- (ru) Yandex
- (wd) trouver des œuvres sur Wikidata

Altimétrie du Piémont

La géographie du Piémont est celle d'un territoire à prédominance montagneuse (43,3%), mais avec de vastes étendues de collines qui représentent (30,3%) du territoire, et de plaines (26,4%).
Au nord et à l'ouest le Piémont est entouré par les Alpes, au sud par les Apennins et à l'est par la plaine du Pô.
A l'ouest, le Piémont borde la France, au nord la Vallée d'Aoste et la Suisse, à l'est la Lombardie et l'Émilie-Romagne et au sud la Ligurie.
Le Piémont est la deuxième plus grande des 20 régions d'Italie, après la Sicile. Il est largement contigu à la partie supérieure du bassin versant du Pô qui s'élève des pentes du mont Viso à l'ouest de la région et est le plus grand fleuve d'Italie. Le Pô recueille toutes les eaux fournies dans le demi-cercle de montagnes (Alpes et Apennins) qui entourent la région sur trois côtés.
Des plus hauts sommets, le terrain descend vers les zones vallonnées (pas toujours, cependant, il y a parfois une transition brusque des montagnes vers les plaines), puis vers le haut, puis le bas Pianura Padana . La limite entre le premier et le second est caractérisée par des risorgive, sources typiques de la pianura padana qui alimentent en eau douce les rivières et un réseau dense de canaux d'irrigation.
Le Lac Majeur et la ligne des fleuves Tessin et Sesia séparent le Piémont de la Lombardie .
Le paysage est donc très varié : on passe des cimes escarpées des massifs du Mont Rose et du Grand Paradis (parc national), aux rizières humides du Vercellese et du Novarese ; des douces pentes des Langhe et du Monferrato aux plaines, souvent polluées et parsemées d'un mélange d'exploitations agricoles et industrielles.

## Reliefs
| \| Alpes ligures Mercantour-Argentera Chambeyron Escreins Alpes cottiennes Mont-Cenis Alpes grées Grand-Paradis Alpes pennines Alpes lépontines Apennin ligure Serra d'Ivrée Collines du Pô Plaine du Pô Lac Majeur Le Pô La Sesia Bas-Montferrat Haut-Montferrat Langhe \| Carte topographique du Piémont |
| Alpes ligures Mercantour-Argentera Chambeyron Escreins Alpes cottiennes Mont-Cenis Alpes grées Grand-Paradis Alpes pennines Alpes lépontines Apennin ligure Serra d'Ivrée Collines du Pô Plaine du Pô Lac Majeur Le Pô La Sesia Bas-Montferrat Haut-Montferrat Langhe                                      |